# لنفیریان
لنفیریان (به انگلیسی: Llanfarian) یک منطقهٔ مسکونی در بریتانیا است که در کردیگیون واقع شده‌است. لنفیریان ۱٬۵۴۱ نفر جمعیت دارد.